# Jurunku Point
Das Kap Jurunku Point in dem westafrikanischen Staat Gambia liegt im Bereich der Mündung des Flusses Gambia zum Atlantischen Ozean auf dem nördlichen Flussufer.
Das Kap liegt in der Nähe des kleinen Ortes Jurunku und der Mündung des Jurunku Bolong in den Gambia. Gegenüber am südlichen Flussufer liegt in rund 5,4 Kilometer Entfernung der Bintang Point und die Mündung des Bintang Bolong.